# بيدرو فيتور
بيدرو فيتور هو لاعب كرة قدم برازيلي في مركز الوسط، ولد في 20 مارس 1998 في بالميرا دوس إنديوس في البرازيل. لعب مع أريس تسالونيكي.

## وصلات خارجية
- بيدرو فيتور على موقع اتحاد أوكرانيا (الإنجليزية)
- بيدرو فيتور على موقع قاعدة بيانات كرة القدم.إي يو (الإنجليزية)
- بيدرو فيتور على موقع Soccerway.com (الإنجليزية)
- بيدرو فيتور على موقع عالم كرة القدم.نت (الإنجليزية)